# Patinação de velocidade nos Jogos Pan-Americanos de 2023 - 1000 m velocidade masculino
A competição dos 1000 m velocidade masculino da patinação de velocidade integrou o programa da patinação sobre rodas nos Jogos Pan-Americanos de 2023 e foi disputada em 4 de novembro de 2023 no Patinódromo, em Ñuñoa. Um total de 13 patinadores de 12 Comitês Olímpicos Nacionais (CON) participaram do evento.

## Calendário
Horário local (UTC−3).
| Data          | Hora  | Fase         |
| ------------- | ----- | ------------ |
| 4 de novembro | 17:20 | Qualificação |
| 4 de novembro | 18:00 | Final        |

## Medalhistas
| Ouro   | COL Juan Mantilla  |
| Prata  | COL Andrés Jiménez |
| Bronze | CHI Hugo Ramírez   |

## Resultados

### Qualificação
Os oito patinadores mais rápidos avançaram para a final.
| Pos. | Patinador           | CON                | Tempo    | Dif.   | Notas |
| ---- | ------------------- | ------------------ | -------- | ------ | ----- |
| 1    | Andrés Jiménez      | COL Colômbia       | 1:23.987 |        | Q     |
| 2    | Juan Mantilla       | COL Colômbia       | 1:24.073 | +0.086 | Q     |
| 3    | Ken Kuwada          | ARG Argentina      | 1:24.177 | +0.190 | Q     |
| 4    | José Carlos Rojas   | VEN Venezuela      | 1:24.282 | +0.295 | Q     |
| 5    | Hugo Ramírez        | CHI Chile          | 1:24.391 | +0.404 | Q     |
| 6    | Jorge Luis Martínez | MEX México         | 1:24.536 | +0.549 | Q     |
| 7    | Guilherme Rocha     | BRA Brasil         | 1:24.635 | +0.648 | Q     |
| 8    | Matthew Fortner     | USA Estados Unidos | 1:25.163 | +1.176 | Q     |
| 9    | Sebastián Cordero   | CRC Costa Rica     | 1:25.164 | +1.177 |       |
| 10   | Renato Carchi       | ECU Equador        | 1:25.540 | +1.553 |       |
| 11   | Dayan Millán        | CUB Cuba           | 1:28.064 | +4.077 |       |
|      | Júlio Cesar Mirena  | PAR Paraguai       | DSQ      |        |       |
|      | Marvin Rodríguez    | ESA El Salvador    | DNS      |        |       |

### Final
Os patinadores mais rápidos obtiveram as medalhas.
| Pos.              | Patinador           | CON                | Tempo    | Dif.   |
| ----------------- | ------------------- | ------------------ | -------- | ------ |
| Medalha de ouro   | Juan Mantilla       | COL Colômbia       | 1:23.931 |        |
| Medalha de prata  | Andrés Jiménez      | COL Colômbia       | 1:24.151 | +0.220 |
| Medalha de bronze | Hugo Ramírez        | CHI Chile          | 1:24.252 | +0.321 |
| 4                 | Ken Kuwada          | ARG Argentina      | 1:24.780 | +0.849 |
| 5                 | Matthew Fortner     | USA Estados Unidos | 1:24.856 | +0.925 |
| 6                 | Jorge Luis Martínez | MEX México         | 1:24.891 | +0.960 |
| 7                 | José Carlos Rojas   | VEN Venezuela      | 1:26.478 | +2.547 |
| 8                 | Guilherme Rocha     | BRA Brasil         | 1:27.730 | +3.799 |